# Osvaldo Velloso de Barros
Osvaldo Velloso de Barros, conosciuto solo come Velloso (Corumbá, 25 agosto 1908 – Corumbá, 8 agosto 1996), è stato un calciatore brasiliano.

## Carriera
Velloso giocò per il Baianais Tennis e per il Fluminense dove trascorse la maggior parte della sua carriera.
Con la Nazionale brasiliana disputò il Mondiale 1930.

## Palmarès

### Club
- Campionato Baiano: 1

Baianais Tennis: 1927

### Nazionale
- Copa Rio Branco: 1

1931